# Col de Buffère
Le col de Buffère est un col de montagne des Alpes françaises qui relie à 2 427 mètres d'altitude, par des chemins muletiers ou piétonniers, les villages et des hameaux des communes de Névache et du Monêtier-les-Bains, dans le département des Hautes-Alpes.

## Toponymie
Le nom Buffera est attesté dès le 11 septembre 1232 dans un acte d'inféodation passé à Oulx par le dauphin Guigues-André en faveur de Bérard Bérard, dit Altissonnus, du territoire « entre le Riou Bès et le Riou de Prorel, de celui du Champ-Foran à La Salle, des eaux de La Salle et des montagnes de Cristol, l'Oule et Longuet, du béal de Buffère aux chalets de Granon ». Dans les patois provençaux du Briançonnais, ce terme désigne un « souffle fort ».

## Géographie
Le col de la Buffère est situé dans le Sud-Est de la France, dans la région Provence-Alpes-Côte d'Azur et le département des Hautes-Alpes, sur le territoire communal du Monêtier-les-Bains. Le versant nord du col est traversé par la limite avec la commune de Névache. Il relie à 2 427 mètres d'altitude la vallée de la Clarée au nord et la vallée de la Guisane au sud, dans le Briançonnais, entre les sommets du Grand Aréa et de Tête Noire, dans la partie méridionale du massif des Cerces, dans les Alpes. Il se trouve à une douzaine de kilomètres au nord-nord-ouest de Briançon.
On peut y accéder au nord par le GR 57. Au sud, il est joignable par le GR 50 depuis le hameau du Freyssinet ou par la route départementale 234T depuis le Villard-Laté, qui mène au col de Granon et que prolonge depuis une bifurcation à 2 171 mètres d'altitude un chemin muletier. Celui-ci se prolonge sur 400 mètres après le col pour atteindre un blockhaus situé une vingtaine de mètres plus bas.

## Histoire

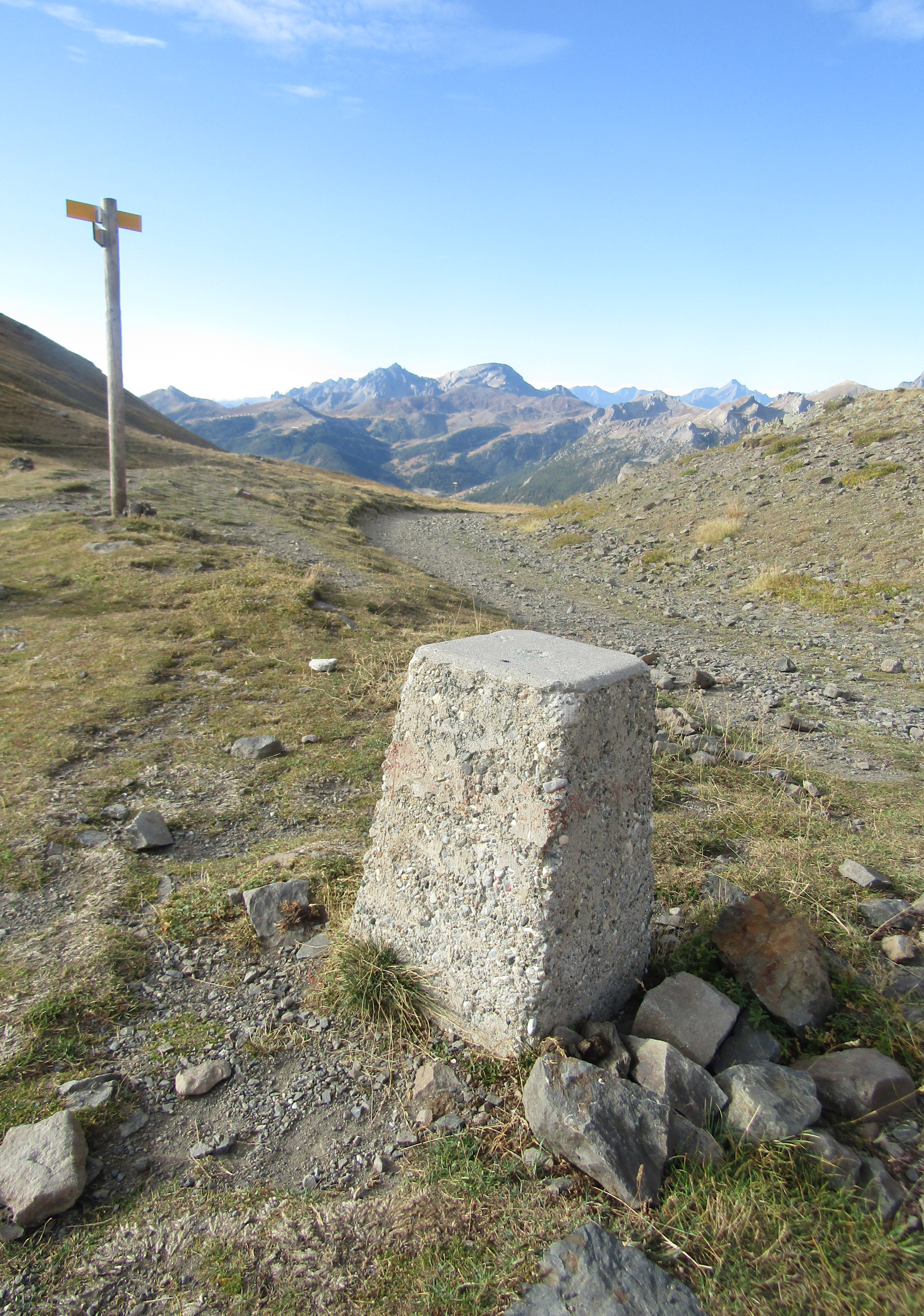
Col de Buffère

Dès la fin du XVIIe siècle, le col de Buffère apparaît comme un point stratégique pour la défense de Briançon. Les ouvrages militaires temporaires ou durables s'y succèdent jusqu'à la fin de la Seconde Guerre mondiale.
Au XVIIIe siècle, le col de Buffère peut se passer à cheval et permet d'atteindre Le Monêtier-les-Bains depuis Névache en 4 heures.
Le 4 août 1708, pendant la guerre de Succession d'Espagne, le col de Buffère, qui est gardé par les Milices briançonnaises du capitaine Daniel-André Bourcet, est attaqué par les troupes du duc de Savoie qui ont pénétré dans la vallée de la Clarée par le col de l'Échelle. Daniel-André Bourcet les repousse et il est bientôt secouru par les bataillons du régiment de Hessy que le maréchal de Villars a fait venir, à marches forcées, du fort Barraux.
Le maréchal de camp Gabriel Darnault inspecte, en mai 1746, les défenses du col et y fait construire une redoute.
Dans les années 1900, le col de Buffère constitue un terrain d'entraînement de choix pour les officiers et les recrues du 159e RIA. Le journal Le Figaro du 24 décembre 1901 rend compte, au travers d'une dépêche de son correspondant à Briançon, de la marche de 15 officiers et de 200 soldats qui partent, le 14 décembre 1901 à 6 h 30 de Névache pour le col de Buffère qu'ils atteignent vers 12 h 30, puis repartent vers Névache où ils sont de retour vers 15 h 30. Le détachement repart le 16 décembre 1901 à 6 h pour rejoindre la vallée de la Guisane par le col de Buffère. Les congères ont recouvert la trace faite l'avant-veille, et les soldats doivent en tracer une nouvelle. Ils atteignent le col vers 12 h et rejoignent le hameau de Villeneuve sur la commune de La Salle-les-Alpes vers 15 h.
Entre 1900 et 1910, l'artillerie y achemine, par l'accès dit du Chemin du roi, des canons dont le train et l'équipage d'une longueur de 14 mètres, tirés par six chevaux, doit gravir des lacets de 25 mètres dont la pente varie entre 10 et 20 %.
Pendant l'hiver 1912, le lieutenant Robert-Auguste Touchon y entraîne les chasseurs alpins du 14e BCA qui tiennent un poste d'hiver à Névache.

## Personnalités liées au col
- Daniel-André Bourcet
- Pierre Joseph de Bourcet
- Robert-Auguste Touchon